# Eino Purje

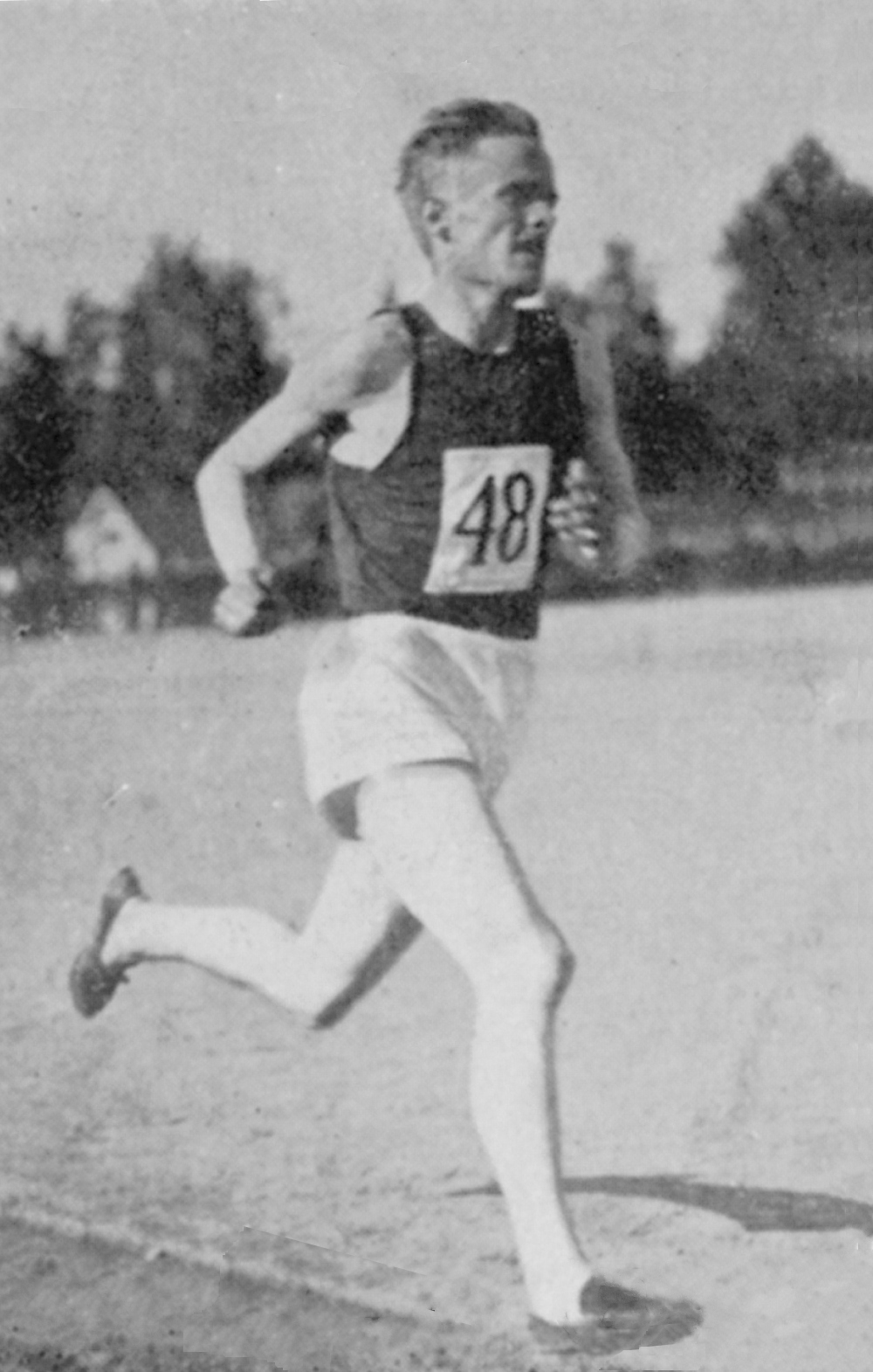
Eino Purje

Eino Purje (Eino Alfred Purje; * 21. Februar 1900 in Kymi bei Kotka; † 2. September 1984 in Tervo) war ein finnischer Leichtathlet.
Purje war in den 1920er und frühen 1930er Jahren als Mittel- und Langstreckenläufer erfolgreich und nahm an zwei Olympischen Spielen teil. Er war 1,74 m groß und 66–68 kg schwer.

## Leistungen
Eino Purje konnte sich insgesamt neunmal unter den Top Ten der Weltrangliste platzieren:
- 1922: Platz 5, 1500 m (4:03,9 min)
- 1926: Platz 5, 1500 m (3:55,8 min)
- 1927: Platz 5, 1500 m (3:57,2 min)
- 1928:
  - Platz 4, 1500 m (3:53,1 min)
  - Platz 2, 1 Meile (4:11,6 min)
  - Platz 2, 5000 m (14:39,3 min)
- 1930:
  - Platz 2, 1500 m (3:53,9 min)
  - Platz 9, 1 Meile (4:16,6 min)
- 1931: Platz 2, 1500 m (3:53,6 min)

Er gewann drei Landesmeisterschaften über 1500 m:
- 1928 (4:03,9 min)
- 1930 (3:59,0 min)
- 1931 (3:56,4 min)

Hinzu kommen ein dritter Platz 1933 (3:57,2 min) sowie ein weiterer dritter Platz 1927 über 800 Meter (1:58,5 min).
Seinen ersten Großauftritt auf internationaler Ebene hatte er im Jahr 1925, als er bei der Arbeiterolympiade in Frankfurt/Main über 800, 1500 und 3000 Meter siegreich war.
Bei den Olympischen Spielen 1928 in Amsterdam startete er sowohl über 1500 als auch über 5000 Meter und erreichte beide Male das Finale. Über 5000 Meter musste er aufgeben, was umso enttäuschender war, als er kurz vorher in Helsinki mit 14:39,3 min persönliche Bestzeit gelaufen war. Dafür aber standen über die 1500-Meter-Distanz die Zeichen ganz auf Erfolg: Er gewann seinen Vorlauf in 4:00,8 min und ließ dabei den berühmten Franzosen Jules Ladoumègue hinter sich. Dieses Kunststück konnte er im Finale zwar nicht wiederholen, erzielte mit 3:56,4 min jedoch eine ausgezeichnete Zeit, die ihn auf den Bronzemedaillenplatz hinter seinem Landsmann Harri Larva, der in 3:53,2 min einen olympischen Rekord aufstellte, und Ladoumègue (3:53,8 min) brachte.
Vier Jahre später bei den Spielen in Los Angeles lief es für den inzwischen 32-jährigen nicht so gut. Nachdem er sich als Zweiter seines Vorlaufs über 1500 Meter in 3:59,7 min mühelos qualifiziert hatte, musste er im Finale aufgeben.